# Erika Mészáros
Erika Mészáros (Boedapest, 24 juni 1966) is een voormalig Hongaars kanovaarster.

## Carrière
Mészáros nam drie keer deel aan de Olympische Spelen met wisselend succes. Zo werd ze in 1992 olympisch kampioen in de K4 500m en werd ze vier jaar eerder nog tweede met het nationale team. Ze werd in 1996 dan negende op de K4 500m.
Ze werd twee keer wereldkampioen, won acht zilveren medailles en werd een keer derde op de wereldkampioenschappen.

## Belangrijkste resultaten

### Olympische Zomerspelen
| Editie | Plaats    | Resultaten         |
| ------ | --------- | ------------------ |
| 1988   | Seoel     | 4e K2 500m K4 500m |
| 1992   | Barcelona | K4 500m            |
| 1996   | Atlanta   | 9e K4 500m         |

### Wereldkampioenschappen vlakwater
| Jaar | Plaats     | Resultaten                   |
| ---- | ---------- | ---------------------------- |
| 1986 | Montreal   | K2 500m · K4 500m            |
| 1989 | Plovdiv    | K2 500m · K4 500m            |
| 1990 | Poznań     | K2 500m · K2 5000m · K4 500m |
| 1991 | Parijs     | K2 500m · K4 500m            |
| 1993 | Kopenhagen | K2 5000m · K4 500m           |

1984: Agafia Constantin & Nastasia Ionescu & Tecla Marinescu & Maria Ştefan ·
1988: Anke Nothnagel & Ramona Portwich & Birgit Schmidt-Fischer & Heike Singer ·
1992: Kinga Czigány & Éva Dónusz & Rita Kőbán & Erika Mészáros ·
1996: Birgit Fischer & Manuela Mucke & Ramona Portwich & Anett Schuck ·
2000: Birgit Fischer & Manuela Mucke & Anett Schuck & Katrin Wagner-Augustin ·
2004: Birgit Fischer & Carolin Leonhardt & Maike Nollen & Katrin Wagner-Augustin ·
2008: Fanny Fischer & Nicole Reinhardt & Katrin Wagner-Augustin & Conny Waßmuth ·
2012: Krisztina Fazekas & Katalin Kovács & Danuta Kozák & Gabriella Szabó ·
2016: Tamara Csipes & Krisztina Fazekas-Zur & Danuta Kozák & Gabriella Szabó ·
2020: Kozák & Csipes & Kárász & Bodonyi ·
2024: Carrington & Hoskin & Brett & Vaughan